# Palanca de aceleración

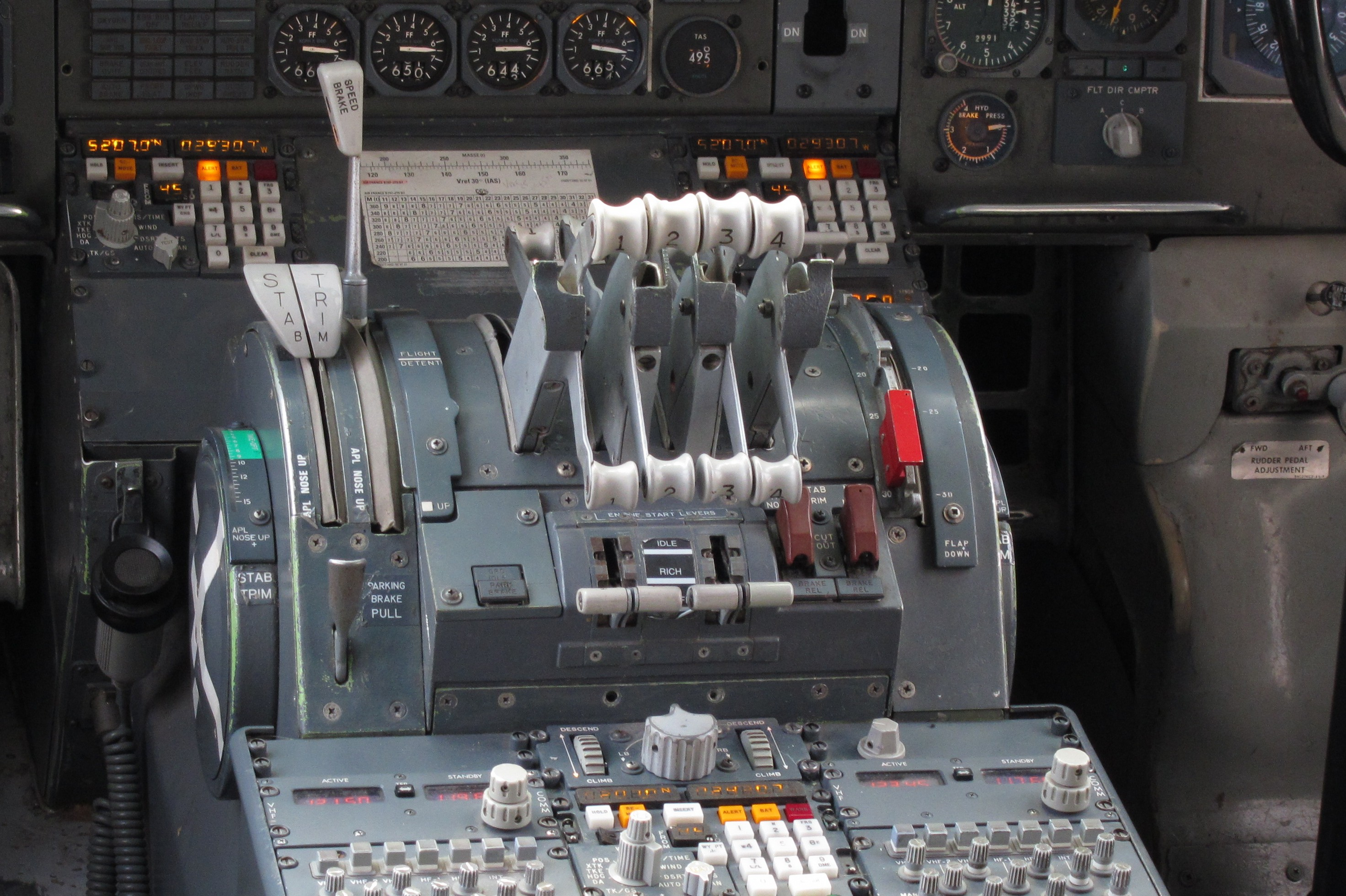
Palancas de empuje en un Boeing 747. Las palancas centrales y traseras se utilizan para controlar el empuje, mientras que las palancas delanteras controlan el reversor.

Las palancas de empuje o de aceleración son unos elementos de control que se encuentran en la cabina de las aeronaves, usadas por el piloto, copiloto o piloto automático para controlar el empuje de los motores.
En aeronaves de menor porte las palancas están localizadas en la consola central o en el panel. En aviones multimotor, normalmente existe una palanca para cada motor, cada uno identificado con un número correspondiente al motor controlado. Piloto y copiloto tienen su propio conjunto de palancas. En algunos aviones más antiguos, los pilotos compartían un único conjunto de palancas y un segundo conjunto era instalado en la estación del ingeniero de vuelo. En ambos casos, los mandos de las palancas están ligados, cuando se mueve un conjunto de palancas, se produce el mismo movimiento en el otro conjunto.
En los aviones equipados con reversores de empuje, normalmente se encuentra un control para cada reversor junto la respectiva palanca. La posición de las palancas es definida por el ángulo de accionamiento (Throttle Lever Angle, en inglés - TLA o ángulo de la palanca de aceleración), en la comunicación entre la tripulación y de esta con los controladores de vuelo. Cuanto mayor es el ángulo, mayor el empuje del motor.

## Funcionamiento
Un conjunto de palancas de aceleración frecuentemente incorpora dispositivos de sensibilidad artificial, llamado de Unidad de Sensibilidad Artificial (Artificial Feel Unit, en inglés), cuya función es aumentar la resistencia al movimiento de la palanca, proporcionalmente al aumento de aprovisionamiento de combustible para los motores.: 142  Microinterruptores instalados en conjunto son accionados por las palancas para cerrar las válvulas de combustible cuando están al final del curso para atrás. Al accionar las palancas hacia el frente, los interruptores abren las válvulas de combustible, que permanecen abiertas durante el funcionamiento normal de la aeronave en el despegue y vuelo, controlando gradualmente el flujo de combustible para los motores, de acuerdo a la posición de la palanca. El mando de las válvulas de combustible puede hacerse por dispositivos mecánicos (cables, vástagos, actuadores y palancas) o electrónicos.